# Tweede Kamer
Tweede Kamer (pełna nazwa: Tweede Kamer der Staten-Generaal, Druga Izba Stanów Generalnych) – izba niższa Stanów Generalnych, parlamentu Holandii. Często bywa nazywana również holenderską Izbą Reprezentantów. Składa się ze 150 członków wybieranych na cztery lata. Siedzibą Izby jest od 1992 roku gmach Binnenhof w Hadze.

## Ordynacja wyborcza
W wyborach do Tweede Kamer stosowana jest rzadko spotykana ordynacja wyborcza. Rozdział miejsc między partie odbywa się w dwóch etapach. W pierwszym etapie łączną liczbę ważnych głosów oddanych w całym kraju dzieli się przez liczbę mandatów, czyli przez 150. W ten sposób otrzymuje się tzw. iloraz wyborczy (nid. kiesdeler). Następnie wynik wyborczy każdej partii (liczbę oddanych na nią głosów) dzieli się przez iloraz wyborczy, aby uzyskać liczbę mandatów, jakie przypadną tej partii. W związku z tym, niejako naturalnie, powstaje próg wyborczy na poziomie 1/150 (czyli 0,67%) łącznej liczby oddanych ważnych głosów. Jeśli po pierwszym etapie pozostaną jeszcze nieobsadzone mandaty, w drugim etapie są one rozdzielane między partie przy pomocy metody D’Hondta. Zarówno czynne, jak i bierne prawo wyborcze przysługuje obywatelom holenderskim w wieku co najmniej 18 lat, posiadającym pełnię praw publicznych.

## Galeria

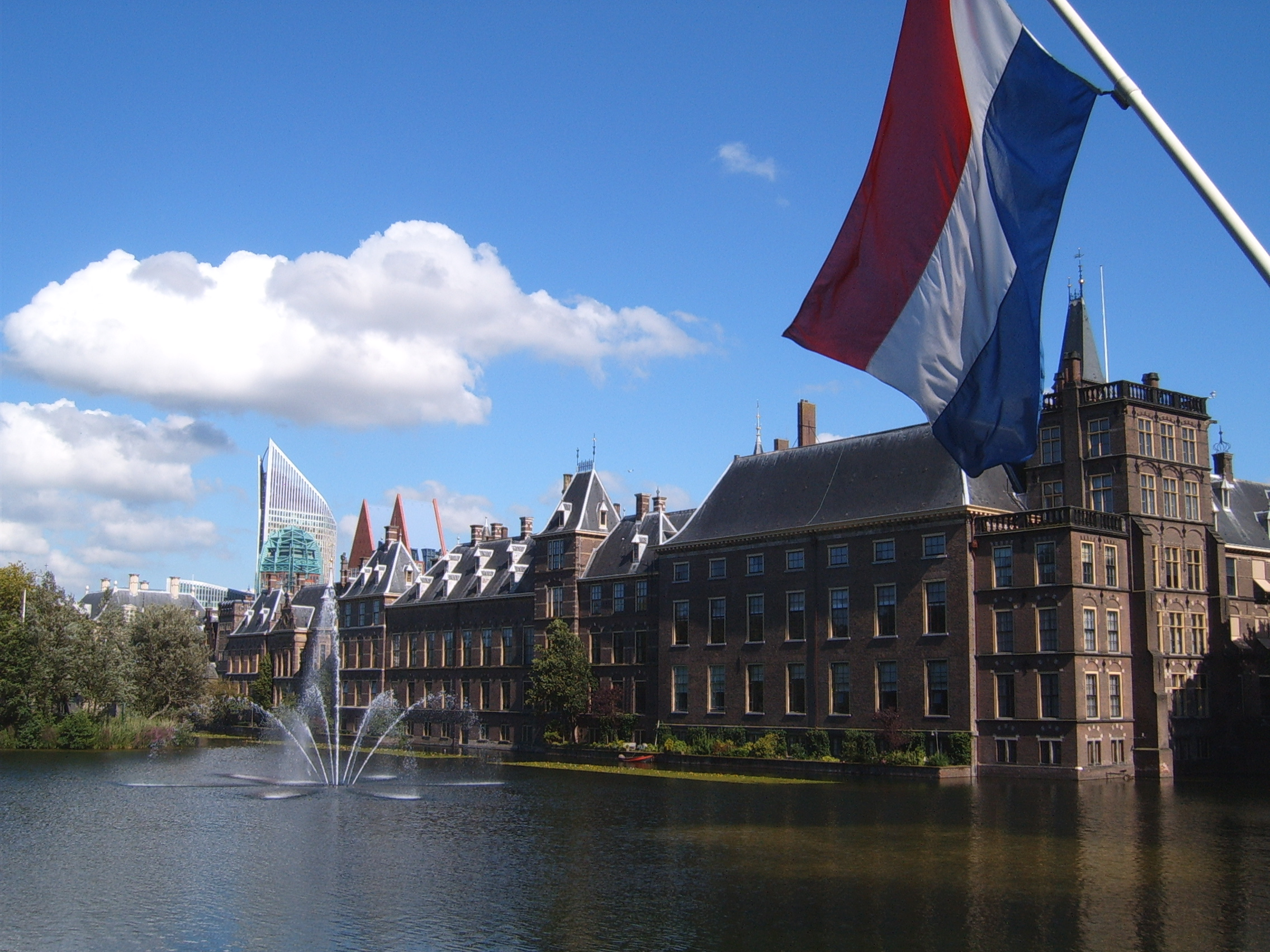
Gmach Izby
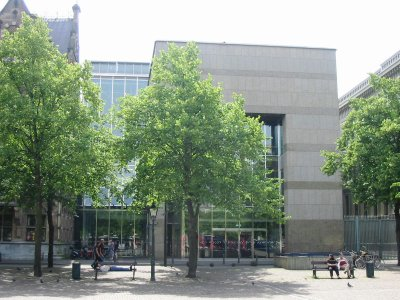
Główne wejście
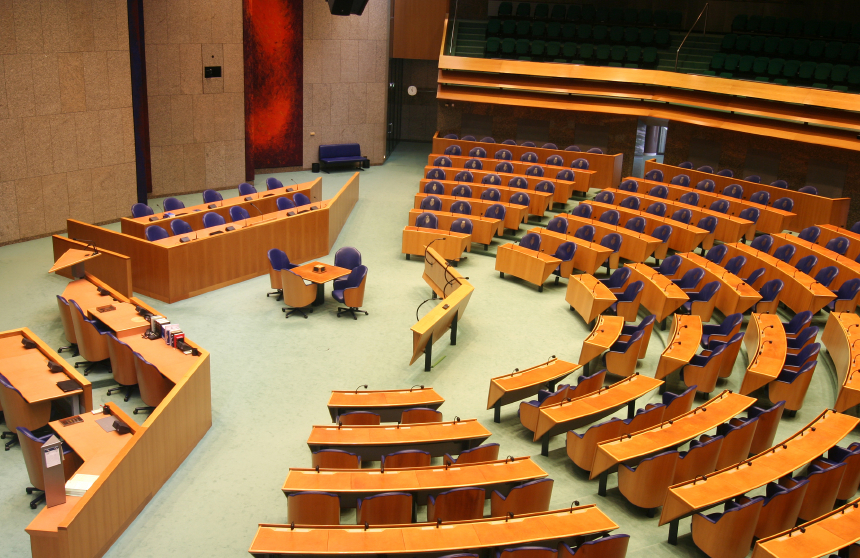
Sala posiedzeń